# Graptomyza chaetomelas
Graptomyza chaetomelas är en tvåvingeart som beskrevs av Doesburg 1966. Graptomyza chaetomelas ingår i släktet Graptomyza och familjen blomflugor. Inga underarter finns listade i Catalogue of Life.